# Айвазов, Асан Сабри
Аса́н Сабри́ Айва́зов (крымскотат. Asan Sabri Ayvazov, 6 [18] мая 1878, Алупка, Таврическая губерния — 17 апреля 1938, Симферополь) — крымскотатарский политический и общественный деятель, писатель, литературный критик, публицист, педагог.
Как писатель, сформировался под влиянием идей Исмаила Гаспринского и революционных событий 1905—1907 гг.
Жертва репрессий периода «большого террора».

## Биография
Родился 6 мая 1878 года в Алупке в бедной крестьянской семье. В 1889 году после окончания Алупкинской начальной школы один из родственников увёз подростка в Стамбул, где Асан в 1892—1896 гг. учился в педагогическом институте в Стамбуле. Во время учёбы в Турции публиковал статьи в газете Исмаила Гаспринского «Терджиман», прессе Стамбула и Баку.
По подозрению турецкой полиции вместе с другими студентами подвергся аресту, но когда в полиции узнали, что он русский подданный, его выслали в Россию.
После возвращения в Крым открыл в Алупке новую школу, в которую принимал не только мальчиков, но и девочек, преподавал им арифметику, географию, грамматику, крымскотатарский язык. Инициатива создания этих прогрессивных по уровню образования школ (мектебе-усул-джедид) принадлежала Исмаилу Гаспринскому. В обычных крымскотатарских школах девочкам писать не разрешалось, а обучение сводилось к преподаванию Корана на арабском языке. Условия для просветительской работы были крайне тяжёлыми. Не только местные богатеи и мусульманское духовенство, но и полиция и инспекция народных школ были против новой школы. Айвазову угрожали, а летом 1904 года его дом подвергся нападению. После этого случая Асан Сабри был вынужден оставить преподавание.
К этому времени Айвазов уже был членом подпольного общества «Неджат», основанного в 1898 году в Алупке Асаном Нури. Конечной целью «Неджат» было создание в Крыму самостоятельной нейтральной республики наподобие Швейцарии под покровительством европейских великих держав. Председателем был сам Асан Нури, секретарём — Айвазов. После смерти Асана Нури (1903) Айвазов возглавил «Неджат» и руководил им до конца 1906 — начала 1907 гг., когда общество было разгромлено полицией. Органом «Неджат» была газета «Ватан хадими» («Слуга Отечества»), выходившая четыре раза в неделю в г. Карасубазаре. Изданием газеты руководили Айвазов и молодой крымскотатарский политик Абдурешид Медиев (оба состояли в партии социалистов-революционеров). Под влиянием «Ватан Хадими» в городах и больших сёлах Крыма открывались школы (рушдие), в которых преподавали в основном получившие образование в Турции крымские татары или приглашённые из Стамбула турецкие педагоги.
После наступления реакции газета «Ватан хадими» и многие рушдие были закрыты, часть учителей была отстранена от работы, часть была выслана за пределы Таврической губернии. Среди высланных в конце 1907 года был и Айвазов, которого обвинили в агитации среди солдат против царизма. В 1907 году в бакинском журнале «Феюзат» поместил свою пьесу «Нэдэн бу хале калдык». Как позже отметил В. И. Филоненко, «идеи, проводимые Айвазовым в его пьесе, не новы, их развивал и покойный Измаил мурза Гаспринский, и во многом они представляют шаг назад в развитии мировоззрения культурной части интеллигентных русских татар, например, относительно культурно-прогрессивного значения ислама, относительно взгляда на положение женщин и т. д.»

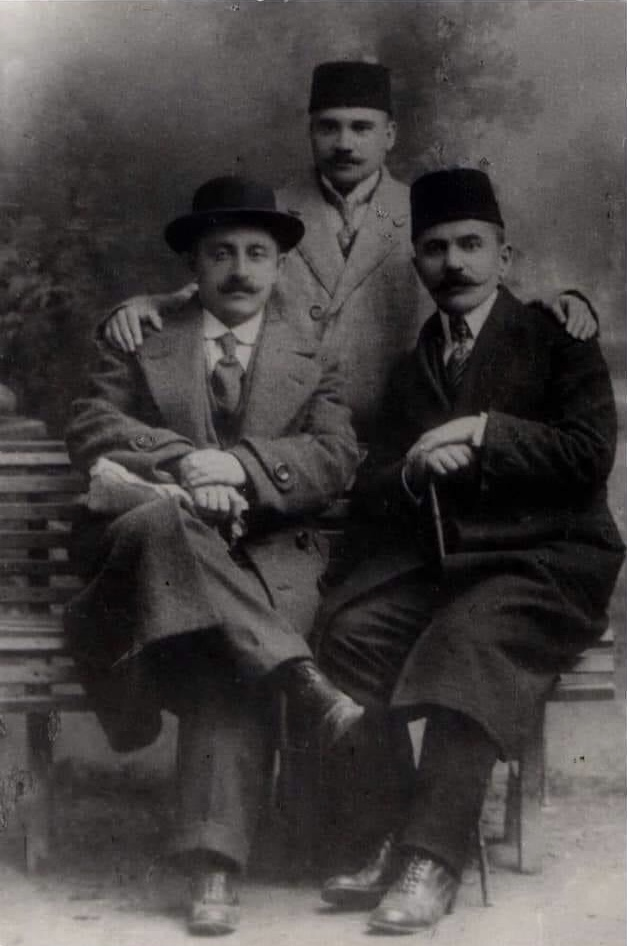
Сидят: Асан Сабри Айвазов (справа) и Насиб-бек Усуббеков
Стоит: Осман Нури Акчокраклы

В начале 1908 года уехал в Египет, где лечился от астмы. В 1909 году вернулся в Москву, давал частные уроки и посещал лекции в Лазаревском институте восточных языков. По словам Айвазова, в этот период он «три раза был арестован, а в 1911 году уехал в Швейцарию, где случайно познакомился в Базеле с товарищем Лениным. Вернулся через Константинополь в Россию и жил в Москве».
Во время своих поездок в Турцию Айвазов общается с видными деятелями пантюркистского движения: Юсуфом Акчуриным, Мехметом Эмином, Али-Беком Гусейн-заде, Абдуллой Субхи. В Турции вместе с ними он участвует в создании организации «Турк Дернеги», которая впоследствии значительно выросла и под названием «Турк Оджагы» стала одним из крупных филиалов партии «Иттихат ве Тераки».
К концу 1913 года после празднования трёхсотлетия дома Романовых Айвазов попал под амнистию, в связи с чем ему разрешили вернуться в Крым и поселиться в Бахчисарае, где он жил до Февральской революции 1917 года, занимаясь редактированием газеты «Терджиман».
После Февральской революции Айвазов был избран членом Временного мусульманского революционного комитета и направлен в Петроград для работы в Мусульманском бюро по подготовке созыва Всероссийского мусульманского съезда. За время его отсутствия в Крыму прошёл Всекрымский мусульманский съезд, который 25 марта 1917 года избрал Крымский мусульманский центральный исполнительный комитет (Айвазов был заочно избран в его состав). Вернувшись в конце апреля в Крым, Айвазов, по его словам, «остался в тени» новых лидеров — Челеби Челебиева и Джафера Сейдамета.

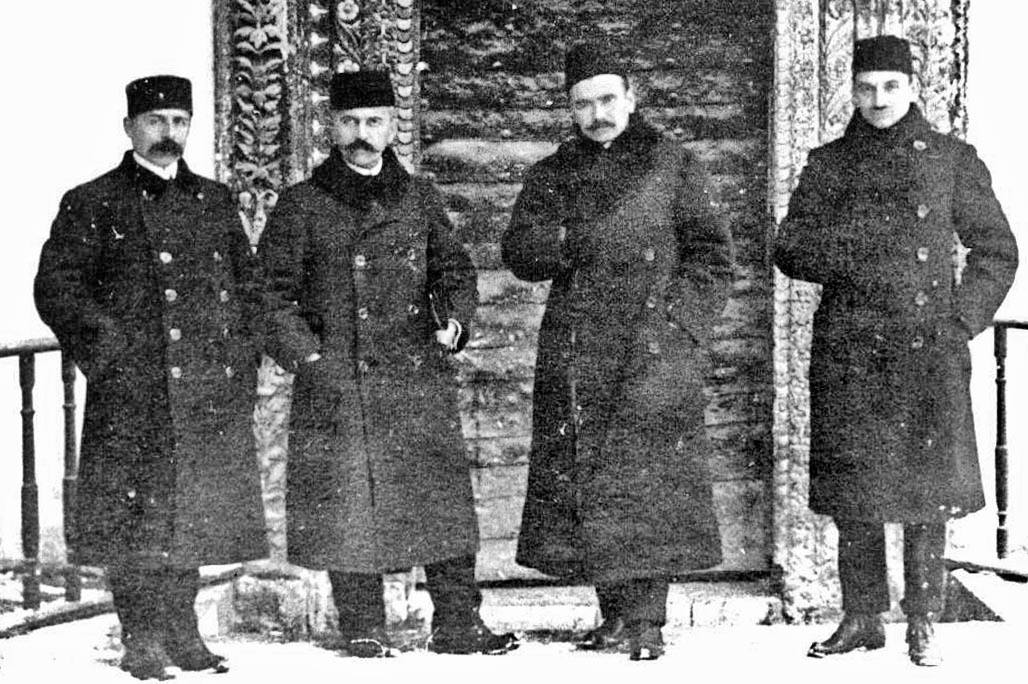
Лидеры Крымской Директории Сеитджелиль Хаттатов, Асан Сабри Айвазов, Номан Челебиджихан и Джафер Сеидамет у портала Демир-Капы Бахчисарая, 1918 г.

Айвазову было поручено организовать в Симферополе типографию и создать газету. Когда типография была готова, комитет утвердил его кандидатуру в качестве редактора, а газете дал название «Миллет» («Нация»). Главным редактором «Миллет» был Джафер Сейдамет. 10-15 мая 1917 года Айвазов был одним из крымских делегатов на Всероссийском мусульманском съезде в Москве, который, по его выражению, стал «отцом всех тюрко-татарских националистических организаций или партий России». По возвращении из Москвы Джафер Сейдамет и Челеби Челебиев приступили к организации националистической партии «Милли-Фирка», программа которой была принята на съезд в начале ноября 1917 года.
Айвазов дважды избирался председателем Курултая крымскотатарского народа (январь и май 1918 года), посол Первого Крымского краевого правительства в Османской Турции.
После установления в Крыму Советской власти, Айвазов работал в отделе переводов ЦИК, с 1922 г. в должности старшего ассистента в Крымском университете, в педагогическом институте преподает арабский и турецкий языки. Являлся преподавателем в Крымском татарском педагогическом техникуме. Сторонник перевода родного языка на латиницу. В 1925 году избран в члены Таврического общества истории, археологии и этнографии.
В 1926—1927 годах опубликовал много статей по языкознанию в газете «Енъи дюнья», журналах «Илери» и «Окъув ишлери». Некоторое время редактировал детский журнал на латинице «Козь-айдын».
В 1930 году Айвазов был арестован, однако через два месяца освобождён. Вместо судебной скамьи его направляют на лечение в Кисловодск. Из более поздних документов становится ясным, что произошло в следственных кабинетах крымского ГПУ.
Являясь активнейшим участником национального движения, по мнению сотрудников контрразведки, Айвазов мог стать ценным источником информации о настроениях крымскотатарской интеллигенции. После заключения, находясь в тяжелейших условиях, Айвазов даёт согласие на сотрудничество с органами ОГПУ.

В 1959 году на дополнительном следствии в г. Симферополе супруга Асана Айвазова — Ольга Васильевна вспоминала: 
...через некоторое время после ареста мужа к ней стали являться сотрудники контрразведки, в том числе следователь Кемалов, и приносить продукты: какао, масло, печенье...
Через семь лет 5 апреля 1937 года был вновь арестован, был обвинен в том, что «был завербован турецкими и французскими разведывательными органами в качестве агента этих разведок, поддерживал с представителями этих разведок связи и по их директивам проводил контрреволюционную деятельность». 27 декабря 1937 года, находясь вновь в заключении, Асан Айвазов заявил следователю, что состоял секретным агентом органов НКВД с 1930 года. Согласно протоколу допроса, Айвазов якобы сознался, что «действительно состоя агентом НКВД, я занимался двурушничеством […], скрывал известные мне данные об антисоветской деятельности других».
Расстрелян 17 апреля 1938 году. 21 января 1960 года определением военной коллегии Верховного суда СССР признан невиновным.

## Семья
- Жена (с 1926) — Ольга Васильевна Айвазова (урождённая Макурина; 1902, Симферополь — ?), русская, домохозяйка. Дочь бухгалтера, владельца «Дома Макурина». Окончила частную гимназию Оливер в Симферополе. 10 ноября 1937 года арестована УГБ НКВД Крыма по ст. 58-1 УК РСФСР: жена изменника Родины. Осуждена 2 августа 1938 года ОС при НКВД СССР к 5 годам ИТЛ. Реабилитирована 15 апреля 1958 года Военным трибуналом Одесского военного округа[8].

- Сын — Рушен (Рурик, Юра) Макурин, учился в симферопольской 5-й школе, после ареста и ссылки матери в Акмолинск жил у тёти. 20 сентября 1938 года написал письмо Сталину с просьбой об освобождении матери, но ответа не получил.